# Ducati ST3
Die Ducati ST3 war ein italienisches Sporttourer-Motorrad, hergestellt zwischen 2004 und 2007 von Ducati Motor Holding S.p.A.
Die ST3 ist das letzte Modell der ST-Reihe, welche seit dem ersten Produktionsjahr das Facelift-Design der ST4s trägt und einen neuen Antrieb mit Dreiventiltechnologie erhalten hat. Wie gehabt handelt es sich jedoch um einen desmodromisch gesteuerten Zweizylindermotor in V-Konfiguration.
2006 wurde die Modellpalette neben der normalen ST3 durch die ST3s erweitert, eine aufgewertete Variante, in der höherwertige Komponenten verbaut wurden. So sank das Trockengewicht von 212 auf 201 kg. 2007 endete die Sport Turismo Reihe Ducatis.
Die Modellpflege mit der neuen Verkleidung trugen auch die letzten beiden Modelljahre der ST4s bis zu ihrer Einstellung 2006.
Unterschiede ST3s zur ST3:
- Voll einstellbare TiN-beschichtete Showa-Gabel
- Voll einstellbares Öhlins-Federbein mit „Remote Control“
- Einstellbare Umlenkung der Hinterrad-Federung
- Aluminium-Schwinge
- Fünfspeichenfelgen
- ABS

## Technische Daten
|                        | ST3                                                                        | ST3s                                                                       |
| ---------------------- | -------------------------------------------------------------------------- | -------------------------------------------------------------------------- |
| Baujahr                | 2004–2007                                                                  | 2006–2007                                                                  |
| Motorbauart            | Desmotre: wassergekühlter 90° V2-Motor 3 Ventile pro Zylinder, Desmodromik | Desmotre: wassergekühlter 90° V2-Motor 3 Ventile pro Zylinder, Desmodromik |
| Hubraum                | 992 cm³                                                                    | 992 cm³                                                                    |
| Bohrung × Hub          | 94 mm × 71,5 mm                                                            | 94 mm × 71,5 mm                                                            |
| Verdichtungsverhältnis | 11,3:1                                                                     | 11,3:1                                                                     |
| Nennleistung           | 75 kW (102 PS) bei 8.750/min                                               | 78,8 kW (107 PS) bei 8.750/min                                             |
| max. Drehmoment        | 93 Nm bei 7.250/min                                                        | 98 Nm bei 7.250/min                                                        |
| Kupplung               | hydraulische Mehrscheiben-Trockenkupplung                                  | hydraulische Mehrscheiben-Trockenkupplung                                  |
| Getriebe               | 6-Gang-Getriebe                                                            | 6-Gang-Getriebe                                                            |
| Radstand               | 1430 mm                                                                    | 1430 mm                                                                    |
| Trockengewicht         | 201 kg                                                                     | 204 kg                                                                     |

Weitere Daten der ST 3:
- Verbrauch: ca. 6 l/100 km (Superbenzin, bleifrei)
- Tankvolumen: 21 inkl. Reserve
- Bereifung: vorne: 120/70 ZR17, hinten: 180/55 ZR17
- Zuladung: 191 kg
- Fahrwerk: vorne: 43 mm Showa Upside Down Gabel (TiN beschichtet bei ST3s), hinten: Sachs Monoshock (ST3), Öhlins voll einstellbar (ST3s)
- Gewicht (fahrbereit): 229 kg
- Ähnliche Modelle: Kawasaki 1400GTR, Yamaha FJR 1300, BMW K 1200 LT, BMW K 1200 GT